# Ludwika Ciechanowiecka

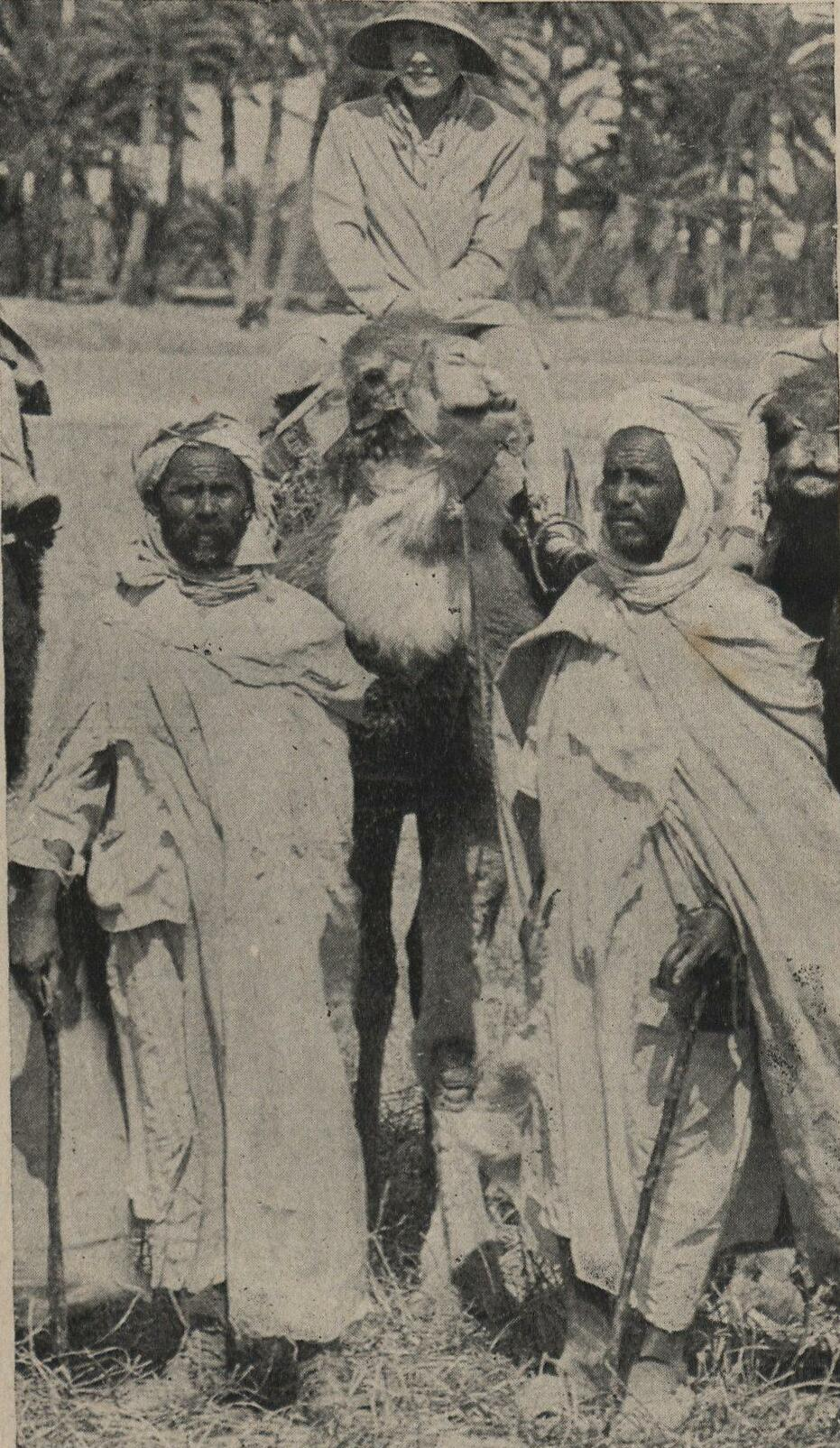
Zdjęcie autorki na wielbłądzie zamieszczone w 1933 roku w książce W sercu Sahary.

Ludwika Ciechanowiecka (ur. 1881, zm. prawdopodobnie 1983) – polska dziennikarka, reporterka i tłumaczka.
Nie są znane bliższe dane biograficzne Ludwiki Ciechanowieckiej. Urodziła się u schyłku XIX wieku, prawdopodobnie na Białorusi. Przez jakiś czas pracowała w redakcji polskiej gazety wydawanej w Nowym Jorku „Nowy Świat”. Korespondowała z pisarzem Ksawerym Pruszyńskim. Pozostawione przez nią materiały — rękopisy, korespondencja, publikacje — trafiły do archiwum Polish Institute of Arts and Sciences of America w Nowym Jorku.
W latach 1930–1931 odbyła podróż po Afryce Północnej (Algieria, Tunezja). W Mzabie odwiedziła ibadytów. Interesowała się działalnością Legii Cudzoziemskiej, a także katolickich misjonarzy ojców i sióstr białych, założonych przez kardynała Karola Lavigerie. Swoje obserwacje zawarła w książce W sercu Sahary. Algier-Mzab-Tidikelt-Hoggar (1933), cenionej przez polskich badaczy ibadytyzmu, oraz w licznych artykułach w czasopismach.
W latach 1932–1939 była dziennikarką w warszawskiej gazecie „ABC”, później w „Wieczorze Warszawskim”. Między innymi pisała recenje teatralne. We wrześniu 1939 przedostała się do Rumunii a stamtąd do Francji. Po upadku Francji udało jej się dostać do Brazylii.  Przez jakiś czas po końcu WW II była w Nowej Zelandii, stamtąd przyjechała do Nowego Jorku gdzie pracowała w redakcji polskiej gazety „Nowy Świat”.
Brak danych biograficznych oraz inne okoliczności (np. zainteresowanie Legią Cudzoziemską) sprawiły, że etnolog Antoni Kuczyński podał w wątpliwość istnienie Ciechanowieckiej: „fakt to zdumiewający, że nasza reporterka biegała po uliczkach fanatycznego i surowego obyczajowo kraju zadając prawowiernym muzułmanom obcesowe pytania”.